# Stupkaiella masterelli
Stupkaiella masterelli är en tvåvingeart som beskrevs av Wagner 1984. Stupkaiella masterelli ingår i släktet Stupkaiella och familjen fjärilsmyggor.
Artens utbredningsområde är New York. Inga underarter finns listade i Catalogue of Life.